# Pieter Huistra
Pieter Huistra est un footballeur néerlandais né le 18 janvier 1967 à Goënga reconverti entraineur.

## Palmarès
- 8 sélections et 0 but avec l'équipe des Pays-Bas entre 1988 et 1991.